# Acraea penelope
Acraea penelope är en fjärilsart som beskrevs av Otto Staudinger 1896. Acraea penelope ingår i släktet Acraea och familjen praktfjärilar. Inga underarter finns listade i Catalogue of Life.